# Scopula thrasia
Scopula thrasia är en fjärilsart som beskrevs av Louis Beethoven Prout 1938. Scopula thrasia ingår i släktet Scopula och familjen mätare. Inga underarter finns listade.